# Галучо
Галу̀чо (на италиански: Galluccio) е община в Южна Италия, провинция Казерта, регион Кампания. Разположена е на 368 m надморска височина. Населението на общината е 2275 души (към 2010 г.).
Административен център на общината е село Сан Клементе (San Clemente).